# Back in '72
Back in '72 är ett musikalbum av Bob Seger lanserat 1973 på skivbolaget Palladium Records. Det var Segers eget skivbolag och distribuerades av Reprise Records. Albumet blev ingen större framgång, det nådde plats 188 på Billboard 200, och försvann snabbt från marknaden. Albumet har aldrig givits ut på nytt som officiell CD-utgåva även om piratutgåvor på CD existerar.

## Låtlista
(låtar utan angiven upphovsman av Bob Seger)
1. "Midnight Rider" (Gregg Allman, Robert Payne) - 2:45
2. "So I Wrote You a Song" - 2:44
3. "Stealer" (Andy Fraser, Paul Rodgers) - 2:55
4. "Rosalie" - 3:22
5. "Turn the Page" - 5:11
6. "Back in '72" - 4:25
7. "Neon Sky" - 3:35
8. "I've Been Working" (Van Morrison) - 4:33
9. "I've Got Time" - 5:40